# Torneo de Kuala Lumpur 2014
El Proton Malaysian Open 2014 es un torneo de tenis. Pertenece al ATP Tour 2014 en la categoría ATP World Tour 250. El torneo tendrá lugar en la ciudad de Kuala Lumpur, Malasia, desde el 22 de septiembre hasta el 28 de septiembre de 2014 sobre canchas duras.

## Cabezas de serie
| Tenista          | Ranking | No. |
| Milos Raonic     | 6       | 1   |
| Kei Nishikori    | 8       | 2   |
| Ernests Gulbis   | 13      | 3   |
| Leonardo Mayer   | 25      | 4   |
| Julien Benneteau | 29      | 5   |
| Dominic Thiem    | 36      | 6   |
| Pablo Cuevas     | 38      | 7   |
| João Sousa       | 39      | 8   |

- Los cabezas de serie, están basados en el ranking ATP del 15 de septiembre de 2014.

### Dobles masculinos
| Tenista                       | Ranking | Preclasificada |
| Eric Butorac Raven Klaasen    | 42      | 1              |
| Jamie Murray John Peers       | 43      | 2              |
| Dominic Inglot Florin Mergea  | 67      | 3              |
| Marcin Matkowski Leander Paes | 67      | 4              |

- Los cabezas de serie, están basados en el ranking ATP del 15 de septiembre de 2014.

## Campeones

### Individual Masculino
Kei Nishikori venció a  Julien Benneteau por 7–6(7–4), 6–4

### Dobles Masculino
Marcin Matkowski /  Leander Paes vencieron a  Jamie Murray /  John Peers por 3–6, 7–6(7–5), [10–5]